# Caillouet-Orgeville
Pour les articles homonymes, voir Orgeville.
Caillouet-Orgeville est une commune française située dans le département de l'Eure, en région Normandie.

## Géographie

### Localisation
| Boncourt               | Vaux-sur-Eure          | Croisy-sur-Eure                                     |
| Cierrey (par un angle) | Caillouet-Orgeville    | Pacy-sur-Eure (comm. dél. de Saint-Aquilin-de-Pacy) |
| Le Cormier             | Boisset-les-Prévanches | Le Plessis-Hébert                                   |

### Hydrographie
La commune est située dans le bassin Seine-Normandie. Elle n'est drainée par aucun cours d'eau,.

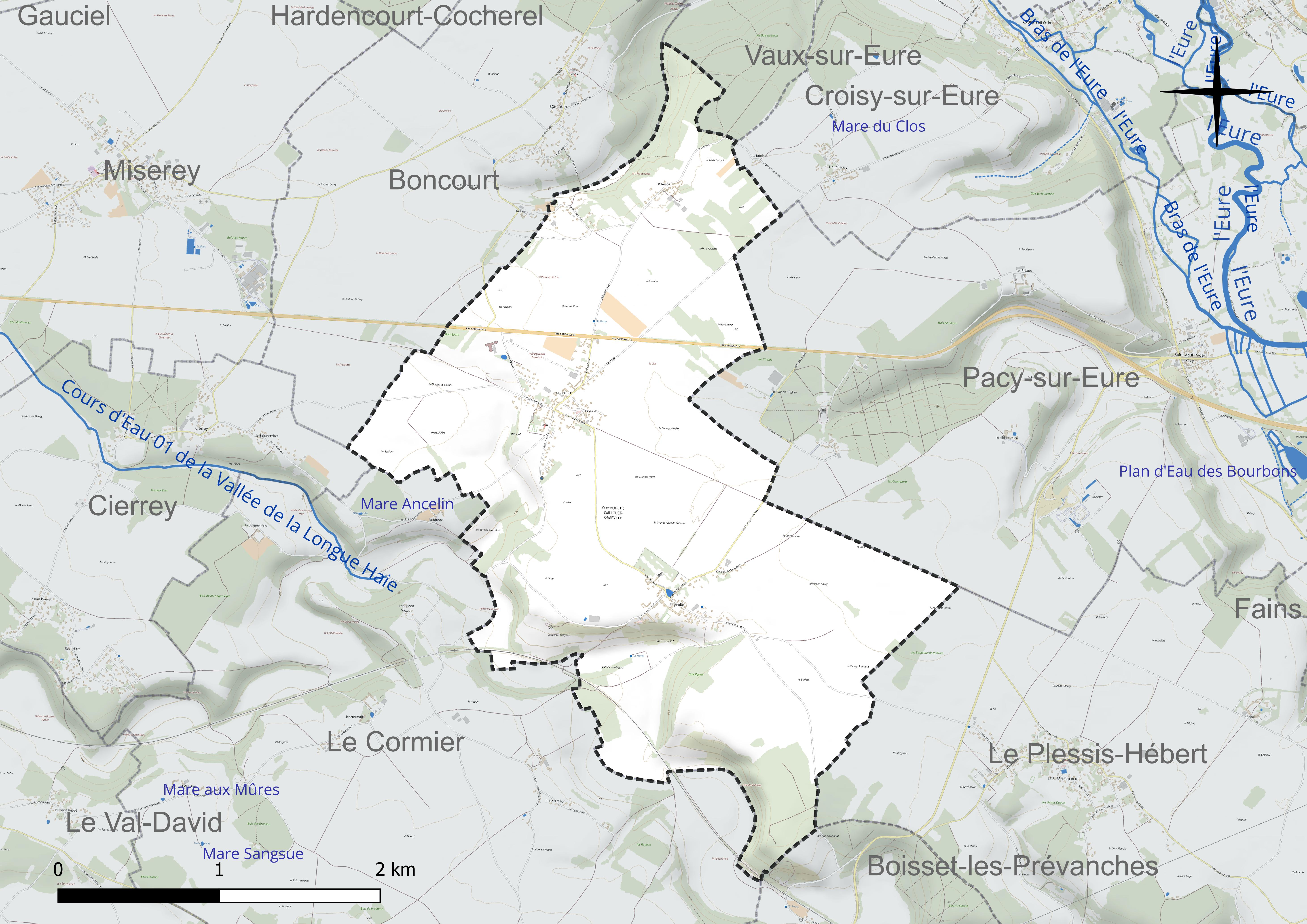
Réseau hydrographique de Caillouet-Orgeville.

### Climat
Pour des articles plus généraux, voir Climat de la Normandie et Climat de l'Eure.
En 2010, le climat de la commune est de type climat océanique dégradé des plaines du Centre et du Nord, selon une étude du CNRS s'appuyant sur une série de données couvrant la période 1971-2000. En 2020, Météo-France publie une typologie des climats de la France métropolitaine dans laquelle la commune est exposée à un climat océanique et est dans la région climatique  Sud-ouest du bassin Parisien, caractérisée par une faible pluviométrie, notamment au printemps (120 à 150 mm) et un hiver froid (3,5 °C). Parallèlement le GIEC normand, un groupe régional d’experts sur le climat, différencie quant à lui, dans une étude de 2020, trois grands types de climats pour la région Normandie, nuancés à une échelle plus fine par les facteurs géographiques locaux. La commune est, selon ce zonage, exposée à un « climat des plateaux abrités », correspondant aux plaines agricoles de l’Eure, avec une pluviométrie beaucoup plus faible que dans la plaine de Caen en raison du double effet d’abri provoqué par les collines du Bocage normand et par celles qui s’étendent sur un axe du Pays d'Auge au Perche.
Pour la période 1971-2000, la température annuelle moyenne est de 10,5 °C, avec  une amplitude thermique annuelle de 14,3 °C. Le cumul annuel moyen de précipitations est de 648 mm, avec 11,1 jours de précipitations en janvier et 8 jours en juillet. Pour la période 1991-2020, la température moyenne annuelle observée sur la station météorologique la plus proche, située sur la commune de Huest à 8 km à vol d'oiseau, est de 11,2 °C et le cumul annuel moyen de précipitations est de 600,6 mm,. Pour l'avenir, les paramètres climatiques de la commune estimés pour 2050 selon différents scénarios d’émission de gaz à effet de serre sont consultables sur un site dédié publié par Météo-France en novembre 2022.

## Urbanisme

### Typologie
Au 1er janvier 2024, Caillouet-Orgeville est catégorisée commune rurale à habitat dispersé, selon la nouvelle grille communale de densité à 7 niveaux définie par l'Insee en 2022.
Elle est située hors unité urbaine. Par ailleurs la commune fait partie de l'aire d'attraction d'Évreux, dont elle est une commune de la couronne,. Cette aire, qui regroupe 108 communes, est catégorisée dans les aires de 50 000 à moins de 200 000 habitants,.

### Occupation des sols
L'occupation des sols de la commune, telle qu'elle ressort de la base de données européenne d’occupation biophysique des sols Corine Land Cover (CLC), est marquée par l'importance des territoires agricoles (89,7 % en 2018), une proportion identique à celle de 1990 (89,7 %). La répartition détaillée en 2018 est la suivante : 
terres arables (77 %), zones agricoles hétérogènes (12,4 %), forêts (6,4 %), zones urbanisées (3,8 %), prairies (0,2 %). L'évolution de l’occupation des sols de la commune et de ses infrastructures peut être observée sur les différentes représentations cartographiques du territoire : la carte de Cassini (XVIIIe siècle), la carte d'état-major (1820-1866) et les cartes ou photos aériennes de l'IGN pour la période actuelle (1950 à aujourd'hui).

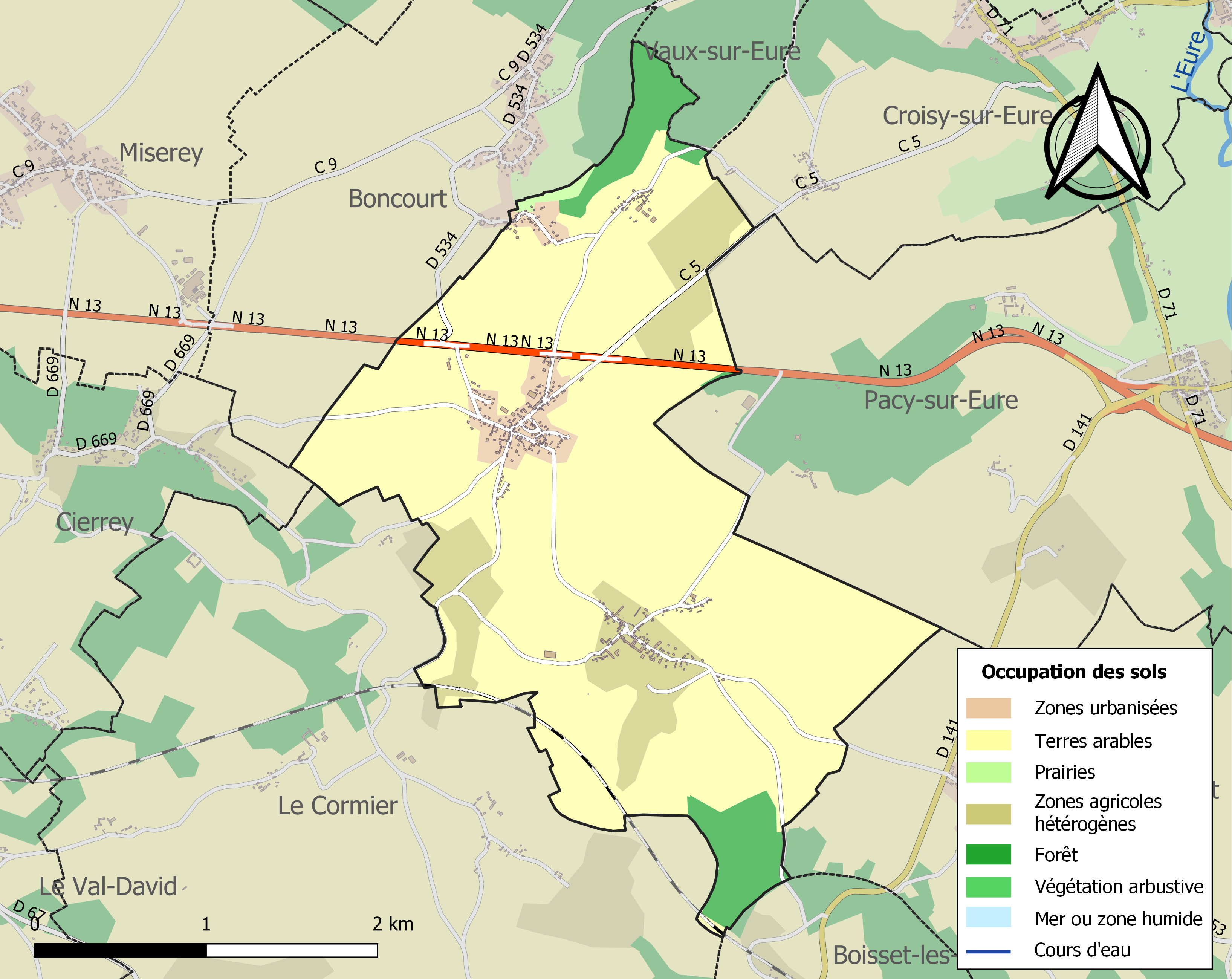
Carte des infrastructures et de l'occupation des sols de la commune en 2018 (CLC).

## Toponymie
Le nom de la localité est attesté sous la forme cailloel en 1157.
Il s'agit d'une formation toponymique médiévale basée sur le substantif caillou, suivi du suffixe -el ayant ici un sens locatif, d'où le sens global possible de « lieu caillouteux » ou alors il conserve sa fonction diminutive, d'où le sens de « petit caillou », appellation obscure. Il a été remplacé, du moins graphiquement, par le suffixe -et, le -l final s'étant effacé en normand, d'où la prononciation « cailloué, caillouè ».
Homonymie avec Caillouël (Aisne), de type picard, et Cailhavel (Aude), de type occitan.
Orgeville, commune rattachée en 1845, est attestée sous la forme Orgevilla au XIIIe siècle.

## Histoire
Les communes de Caillouet et Orgeville sont réunies en 1846.

## Politique et administration
| Période                                  | Période   | Identité        | Étiquette | Qualité   |
| ---------------------------------------- | --------- | --------------- | --------- | --------- |
| mars 2001                                | mars 2008 | Jean Lamy       |           |           |
| mars 2008                                | En cours  | Jocelyne Ridard | DVD       | Retraitée |
| Les données manquantes sont à compléter. |           |                 |           |           |

## Démographie
L'évolution du nombre d'habitants est connue à travers les recensements de la population effectués dans la commune depuis 1793. Pour les communes de moins de 10 000 habitants, une enquête de recensement portant sur toute la population est réalisée tous les cinq ans, les populations de référence des années intermédiaires étant quant à elles estimées par interpolation ou extrapolation. Pour la commune, le premier recensement exhaustif entrant dans le cadre du nouveau dispositif a été réalisé en 2004.

En 2022, la commune comptait 490 habitants, en évolution de +4,26 % par rapport à 2016 (Eure : −0,25 %, France hors Mayotte : +2,11 %).
| 1793 | 1800 | 1806 | 1821 | 1831 | 1836 | 1841 | 1846 | 1851 |
| ---- | ---- | ---- | ---- | ---- | ---- | ---- | ---- | ---- |
| 159  | 167  | 202  | 188  | 168  | 180  | 203  | 339  | 293  |

| 1856 | 1861 | 1866 | 1872 | 1876 | 1881 | 1886 | 1891 | 1896 |
| ---- | ---- | ---- | ---- | ---- | ---- | ---- | ---- | ---- |
| 309  | 306  | 271  | 266  | 278  | 334  | 304  | 291  | 354  |

| 1901 | 1906 | 1911 | 1921 | 1926 | 1931 | 1936 | 1946 | 1954 |
| ---- | ---- | ---- | ---- | ---- | ---- | ---- | ---- | ---- |
| 470  | 528  | 294  | 302  | 362  | 340  | 365  | 387  | 423  |

| 1962 | 1968 | 1975 | 1982 | 1990 | 1999 | 2004 | 2006 | 2009 |
| ---- | ---- | ---- | ---- | ---- | ---- | ---- | ---- | ---- |
| 263  | 282  | 288  | 270  | 336  | 367  | 400  | 398  | 408  |

| 2014 | 2019 | 2022 | - | - | - | - | - | - |
| ---- | ---- | ---- | - | - | - | - | - | - |
| 438  | 491  | 490  | - | - | - | - | - | - |

## Culture locale et patrimoine

### Lieux et monuments
- La Mare-Diot ; nom d'un lieu où ont été recueillis des débris romains[22].
- Église Notre-Dame de Caillouet
- Église Saint-Martin d'Orgeville
- Château d'Orgeville : domaine privé ayant appartenu au magistrat philanthrope Georges Bonjean (1848-1918), il fut successivement, à partir de 1874, un orphelinat pour les enfants des victimes de la Commune de Paris, puis une « colonie pénitentiaire » ayant vocation à la réhabilitation et à l'insertion sociale des jeunes gens[23], et enfin, en 1909 le lieu d'une expérience artistique communautaire, la « Villa Médicis libre », avant de migrer ensuite à Villepreux[24]. Actuellement le château accueille un foyer résidence pour adultes handicapés. Chapelle familiale (mémorial du président Bonjean).
- Menhir dit caillou de Gargantua.

### Personnalités liées à la commune
- Louis-Bernard Bonjean, sénateur, président de la Section de l'Intérieur du Conseil d'État et premier président de la Cour de cassation par intérim, victime de la Commune, propriétaire du château d'Orgeville ; la chapelle funéraire familiale se trouve dans l'enclos de l'église
- Georges Bonjean, fils du précédent, magistrat, philanthrope et propriétaire du château d'Orgeville
- Henri Lehmann, a exécuté le portrait du magistrat Louis-Bernard Bonjean, propriétaire du château ci-dessus.